# Calanthemis mocquerysi
Calanthemis mocquerysi es una especie de escarabajo longicornio del género Calanthemis, tribu Clytini, subfamilia Cerambycinae. Fue descrita científicamente por Jordan en 1894.

## Descripción
Mide 9,5 milímetros de longitud.

## Distribución
Se distribuye por Camerún, Costa de Marfil y República del Congo.